# 山本健一 (マツダ)
山本 健一（やまもと けんいち、1922年9月16日 - 2017年12月20日）は、元旧海軍出身の技術者将校で、戦後東洋工業（現・マツダ）に入社し、開発リーダーとして世界で初めてロータリーエンジンの実用化に成功した自動車技術者。のち同社代表取締役社長、最高顧問などを務めた。

## 来歴・人物
広島県人の父親が日窒の熊本県の工場長時代に熊本で生まれる。日窒の東洋工業と資本提携で広島県に戻り、父の実家がある広島市白島（現在の広島市中区東白島町）に移り住む。原爆で妹を亡くしたが、父と母は生き残った。
1944年（昭和19年）9月に、東京帝国大学（現在の東京大学）第一工学部機械工学科を繰り上げ卒業。同時に川西航空機に入社する。1945年（昭和20年）3月に、海軍技術少尉として招集。茨城県土浦市にあった海軍第一航空廠に配属され、戦闘機製造に従事。終戦を迎える。
1945年（昭和20年）9月末に復員後、しばらくは飲み屋で飲んだくれ、居合わせた客と喧嘩するという日々が続いたが、当時原爆症に苦しんでいた母親が知り合いに頼み込む形で、1946年（昭和21年）2月に生産を再開したばかりの東洋工業に入社する。
山本は当時の東洋工業のことを「三輪メーカー」と甘く見て、入社前の面接で「俺の力を活かすのは設計部だ」と配属先を希望したが、その発言は試験官の怒りを買い、入社当初は組立現場職からのスタートで、変速機の組立工場に配属された。ミスを繰り返してはベテラン工員に度々怒られるなど、気持ち的に腐りかけた時期もあったが、広島市内を走る3輪トラックが広島復興に貢献する姿を見て気持ちを入れ替える。その後、組立現場職としての業務終了後や昼休み時間中に図面を見たり写したりして自主的にトレースを始めた。入社から2年経過後に、その努力が社内で認められて設計部門に異動。36歳頃には設計部のエースとなった。
ロータリーエンジン開発までに、ダイハツ・ミゼットのヒットに触発され、対抗車の開発を社長が反対する中、秘密工場を作り試作。結果、K360の発売に結びついた。
1962年（昭和37年）12月に、第二次技術研修団の一員としてNSUに訪問。当時の社長の松田恒次の意向で、1963年（昭和38年）3月にロータリーエンジンの開発に専念するように指示。翌4月にロータリーエンジン開発部の部長に就任する。ロータリー開発部隊として47人が集結し、赤穂浪士にあやかり「ロータリー47士」と名乗った。ロータリーエンジン開発の背景には、当時審議されていた通商産業省の自動車業界再編計画で、東洋工業が他社に飲み込まれるかもしれない危機感があった。また、山本が「技術研究所」などロータリーエンジンが付かない名称を望んだが社長の松田恒次は「名称が大事」と突っぱねた。ロータリーエンジンの開発には心血を注ぎ、胃に穴があき、歯が抜け落ちる程、体調に変化があったものの、決して開発を諦める事をしなかった。
1967年5月、バンケル式ロータリーエンジンを実用化し搭載車コスモスポーツを発売。ロータリーエンジンの開発成功に対し、欧米の自動車会社は「広島の奇跡」と呼び、賞賛した。
1970年代後半、オイルショックによるロータリーエンジン車販売不振解消のため、燃費40%改善を目標にした「フェニックス計画」にも携わった。
ロータリーエンジン開発までの苦闘、その後燃費改善の苦労や、ルマン優勝までの軌跡は、2000年11月7日に放送されたNHK「プロジェクトX〜挑戦者たち〜　ロータリー47士の闘い　夢のエンジン・廃墟からの誕生」でも取り上げられ、山本自身も番組に出演した。
経営者としては、1977年（昭和52年）に取締役就任後、1984年（昭和59年）に社長に就任。社長就任時代は、1985年（昭和60年）にマツダ財団理事長。アメリカ工場を起工し1987年（昭和62年）に完成。拡大路線に走った。
広島県三次市にあるマツダの三次自動車試験場内のテストコースには「飽くなき挑戦」の石碑が建っている。
NHK・プロジェクトX〜挑戦者たちに出演した当時に乗っていた愛車は、マツダ・ルーチェ・ロータリーターボ。愛車を「自分の子供みたいなもの」と語っている。
2017年（平成29年）12月20日13時27分（日本時間）、老衰のため死去。95歳没。死去時は神奈川県の施設に入所し、死去の事実は同月25日に明らかになった。

## 略歴
- 1922年（大正11年）9月16日 - 熊本県にて生誕[1][2]。
- 1944年（昭和19年）9月 - 東京帝国大学（現在の東京大学）第一工学部機械工学科を繰り上げ卒業[1]。同時に川西航空機に入社[1]。
- 1945年（昭和20年）3月 - 海軍技術少尉として招集[1]。
- 1946年（昭和21年）2月 - 東洋工業に入社[2]。
- 1962年（昭和37年）12月 - 第2次技術研修団としてNSU社(現：アウディ)に派遣される[18]。
- 1963年（昭和38年）4月 - ロータリエンジン研究部を設立。部長に就任[18]。
- 1967年（昭和42年）5月 - コスモスポーツ発売[3]。
- 1978年（昭和53年） - 常務に就任[11]。
- 1984年（昭和59年）11月 - 代表取締役社長に就任[2][3]。
- 1985年（昭和60年）3月 - マツダ財団理事長[29]。
- 1987年（昭和62年）12月 - 代表取締役社長を辞任、会長に就任する[2][3]。
- 1992年（平成4年）12月 - 代表取締役会長を辞任、退社、相談役最高顧問に就任[2][28]。
- 1993年（平成5年） - 勲二等旭日重光章受章[33]。
- 1995年（平成7年） - 相談役就任[28]。
- 1998年（平成10年） - 名誉相談役就任[34]。
- 2017年（平成29年）12月20日 - 死去[3][4]。

### 補足
1. 1 2  第二次世界大戦前に父・山本義雄は東洋工業の専務にまで昇格した[7]。REを導入した松田恒次とは同期の役員就任だった[7][11]。

## 参考資料
- プロジェクトX 挑戦者たち ロータリー 47士の闘い ～夢のエンジン 廃墟からの誕生～（NHKエンタープライズ、2000年11月7日放送分をDVD化）
  - 実際に視聴したのは新価格版では無く旧価格版の方
- プロジェクトＸ　挑戦者たち　そして、風が吹いた　ロータリー４７士の闘い夢のエンジン誕生からルマン制覇まで（NHK「プロジェクトX」制作班、Reader Store（SONY）の電子書籍）
  - 実際に参照したのは、以前8インチ級タブレットでダウンロードした「XMDFフォーマット版」。2017年12月現在ストアーでダウンロード出来るのは「EPUBフォーマット版」で、ダウンロードを行う端末によっても位置番号表示は異なる可能性がある。